# Prairiana latens
Prairiana latens är en insektsart som beskrevs av Delong 1942. Prairiana latens ingår i släktet Prairiana och familjen dvärgstritar. Inga underarter finns listade i Catalogue of Life.